# Zbigniew Leśniak
 Zbigniew Leśniak (ur. 12 marca 1950 w Nowym Sączu) – polski kajakarz górski, trener, olimpijczyk z Monachium 1972.
Zawodnik nowosądeckich klubów Start i Dunajec. W latach 1970–1978 czterokrotnie wywalczył tytuł mistrza Polski w konkurencji C-2 × 3 slalom i C-2 × 3 zjazd.
Uczestnik mistrzostw świata w:
- roku 1971
  - 5. miejsce w konkurencji C-2 × 3 slalom
- roku 1975
  - 3. miejsce w konkurencji C-2 × 3 slalom
- roku 1977
  - 3. miejsce w konkurencji C-2 × 3 slalom

Na igrzyskach olimpijskich wystartował w konkurencji C-2 slalom (partnerem był: Maciej Rychta). Polska osada zajęła 17. miejsce.
Po zakończeniu kariery sportowej został trenerem.